# Corpus Hippocraticum

Magni Hippocratis medicorum omnium facile principis, opera omnia quae extant, 1657

Corpus Hippocraticum – najstarszy zachowany zabytek piśmienniczy medycyny starożytnej Grecji, według tradycji przypisywany Hipokratesowi z Kos, jednak w istocie będący zbiorem rozpraw wielu anonimowych autorów należących do różnych szkół medycznych. Napisany w dialekcie jońskim, datowany w przybliżeniu na lata 440 p.n.e. - 350 p.n.e. Składa się z wielu rękopisów, które w drodze kolejnych działań porządkujących wykonanych przez bibliotekarzy aleksandryjskich, zostały zgrupowane w całość. Badania literaturoznawcze dowiodły, że autorzy należeli przynajmniej do dwóch szkół lekarskich: z Kos i z Knidos.